# Marc Emmers
Marc Jozef Emmers (Hamont, 25 februari 1966) is een gewezen Belgische voetballer. Hij speelde in België voor onder meer KV Mechelen en RSC Anderlecht. Tussen 1988 en 1994 kwam hij ook 37 keer uit voor de Rode Duivels.
Emmers was een polyvalente speler die voornamelijk als middenvelder werd uitgespeeld. Hij speelde in zijn carrière op de positie van libero, verdedigende middenvelder, aanvallende middenvelder en rechtsachter. Hij maakte eind jaren 80 furore bij KV Mechelen en trok nadien naar RSC Anderlecht, waar hij door blessures nooit echt kon doorbreken. In 1989 werd hij verkozen tot Profvoetballer van het Jaar.

## Carrière

### Jeugd
Marc Emmers leerde voetballen bij de jeugd van het plaatselijke VV Hamontlo. Hij doorliep er bijna alle jeugdreeksen. In 1982 werd hij er ontdekt door Waterschei SV Thor.

### Waterschei
Bij Waterschei maakte Emmers als tiener zijn debuut in het eerste elftal. Het was de Nederlandse trainer Han Grijzenhout die hem tijdens het seizoen 1983/84 zijn eerste speelminuten op het hoogste niveau gunde. In die dagen was Emmers bij Waterschei een ploegmaat van onder meer Pier Janssen, Roland Janssen, Klaus Pudelko, Eddy Voordeckers en Lei Clijsters. Emmers groeide uit tot een vaste waarde maar kon niet voorkomen dat de Limburgers in 1986 naar Tweede Klasse degradeerden. Ook na de degradatie bleef hij bij Waterschei, waar de talentvolle middenvelder dreigde in de vergetelheid te raken.

### KV Mechelen

#### Europacup II
In 1987 haalde het KV Mechelen van trainer Aad de Mos hem terug naar Eerste Klasse. De club had net de Beker van België gewonnen en mocht daarom deelnemen aan de Europacup II. Het Europees avontuur werd een onverhoopt succes. Emmers en zijn ploegmaats schakelden respectievelijk Dinamo Boekarest, St. Mirren FC, Dinamo Minsk en Atalanta uit. In de finale moest Malinois het opnemen tegen de ex-club van Aad de Mos, Ajax, waar toen o.a. Danny Blind, John van 't Schip, Aron Winter en Dennis Bergkamp voetbalden. Ajax begon als favoriet aan de finale, maar moest al snel met een man minder verder. Emmers brak de defensie van Ajax open en snelde op het doel van Stanley Menzo af toen Blind hem neerhaalde. De aanvoerder van Ajax kreeg meteen een rode kaart. Met een man meer kon Malinois het verschil maken, Piet den Boer zorgde met een kopbal voor het enige doelpunt van de finale. Mechelen is tot op heden de laatste Belgische club die een Europese prijs kon veroveren.

#### Supercup en titel
Het succesverhaal bleef duren. Een jaar na het binnenhalen van de Europacup II veroverde Mechelen ook de landstitel. Met spelers als Emmers, Den Boer, Bruno Versavel, Graeme Rutjes en Pascal De Wilde beschikte Malinois in die dagen over een sterk team. Niet alleen in België, maar ook in de rest van Europa maakte KV Mechelen indruk. In februari 1989 versloeg het PSV in de UEFA Super Cup. Vooral in eigen huis maakte het indruk, Mechelen won overtuigend met 3-0 van PSV.
RSC Anderlecht probeerde in die periode verscheidene sleutelfiguren van Mechelen naar Brussel te halen. Aad de Mos trok in 1989 naar het Astridpark, later volgden ook Rutjes en Versavel. Emmers bleef, ondanks aandringen van paars-wit, in Mechelen. Maar de grote successen bleven ditmaal uit. In 1991 grepen Emmers en zijn ploegmaats net naast de titel en de Beker van België. Een jaar later verloor de club opnieuw de finale van de Beker.

### RSC Anderlecht
Samen met Philippe Albert ruilde Emmers in de zomer van 1992 Mechelen in voor RSC Anderlecht. Bij paars-wit viel hij al snel uit met een blessure, na een doodschop die hij in een Europese wedstrijd tegen het Schotse Hibernians FC incasseerde. Hierdoor miste hij een groot deel van het seizoen, dat Anderlecht als landskampioen afsloot. Een jaar later loodste trainer Johan Boskamp het team naar de dubbel. Emmers speelde in de gewonnen Bekerfinale tegen Club Brugge de volledige wedstrijd. Twee weken eerder had de Limburger paars-wit ook al aan de titel geholpen. In de kampioenswedstrijd tegen AA Gent scoorde hij immers het winnende doelpunt. Een jaar later won RSC Anderlecht zijn derde landstitel op rij. Boskamp noemde Emmers ooit zijn beste libero, wiens enige probleem was dat hij zelf niet graag als libero speelde.
Toch zal de doortocht van Emmers bij RSC Anderlecht vooral herinnerd worden om het vele blessureleed dat hij kende. Emmers revalideerde vaker dan hem lief was, maar keerde steeds terug in het elftal.

### Einde carrière
In 1997 trok Emmers naar het buitenland. De 31-jarige Limburger vond net als Bruno Versavel onderdak bij de Italiaanse tweedeklasser AC Perugia. Vaak speelde Emmers er niet en dus leende de club hem in de loop van het seizoen uit aan de Zwitserse tweedeklasser FC Lugano. Daar kreeg hij meer speelkansen en dwong hij de promotie af. Emmers voetbalde nog één seizoen in de Nationalliga A alvorens terug te keren naar België. In Derde Klasse verdedigde hij nog een jaar de kleuren van KTH Diest.
Na Diest keerde Emmers nog even terug naar VV Hamontlo alvorens er definitief mee op te houden. Nadien verdween hij uit de voetbalwereld en in de anonimiteit. Hij werkte als vloerder, opende een krantenwinkel en werd enkele jaren jeugdtrainer bij KRC Genk. Tegenwoordig werkt hij in een filiaal van Gamma.

## Statistieken
| Seizoen | Club               | Competitie     | Competitie | Competitie |
| Seizoen | Club               | Competitie     | Wed.       | Dlp.       |
| ------- | ------------------ | -------------- | ---------- | ---------- |
| 1983/84 | Waterschei SV Thor | Eerste Klasse  | 9          | 1          |
| 1984/85 | Waterschei SV Thor | Eerste Klasse  | 34         | 2          |
| 1985/86 | Waterschei SV Thor | Eerste Klasse  | 29         | 9          |
| 1986/87 | Waterschei SV Thor | Tweede Klasse  | 26         | 2          |
| 1987/88 | KV Mechelen        | Eerste Klasse  | 27         | 6          |
| 1988/89 | KV Mechelen        | Eerste Klasse  | 33         | 9          |
| 1989/90 | KV Mechelen        | Eerste Klasse  | 34         | 9          |
| 1990/91 | KV Mechelen        | Eerste Klasse  | 30         | 4          |
| 1991/92 | KV Mechelen        | Eerste Klasse  | 31         | 5          |
| 1992/93 | RSC Anderlecht     | Eerste Klasse  | 14         | 1          |
| 1993/94 | RSC Anderlecht     | Eerste Klasse  | 17         | 1          |
| 1994/95 | RSC Anderlecht     | Eerste Klasse  | 25         | 1          |
| 1995/96 | RSC Anderlecht     | Eerste Klasse  | 0          | 0          |
| 1996/97 | RSC Anderlecht     | Eerste Klasse  | 5          | 0          |
| 1997/98 | AC Perugia         | Serie B        | 7          | 0          |
| 1997/98 | FC Lugano          | Nationalliga B | 14         | 2          |
| 1998/99 | FC Lugano          | Nationalliga A | 22         | 1          |
| 1999/00 | KTH Diest          | Derde Klasse   | 9          | 2          |
| Totaal  | Totaal             | Totaal         | 365        | 55         |

## Nationale ploeg
Marc Emmers maakte zijn debuut op 19 januari 1988 in de vriendschappelijke uitwedstrijd tegen Israël (2-3). Het was bondscoach Guy Thys die de speler van KV Mechelen voor het eerst selecteerde. Hij nam de middenvelder later ook mee naar het WK 1990 in Italië. Er zaten toen zes spelers van Malinois in de nationale selectie. In de laatste oefenwedstrijd voor het WK scoorde hij zijn eerste doelpunt voor de Rode Duivels.
Emmers speelde in de groepsfase van het WK elke wedstrijd mee. Maar in het laatste duel tegen Spanje viel hij geblesseerd uit. Daardoor miste hij in de tweede ronde de confrontatie met Engeland. België werd uiteindelijk uitgeschakeld door een late goal van de Engelsman David Platt.
Op het WK 1994 in de Verenigde Staten was Emmers ook van de partij. Bondscoach Paul Van Himst liet hem in de eerste wedstrijd tegen Marokko invallen voor Luc Nilis. In de tweede wedstrijd startte hij in de basis. België nam het in dat duel op tegen Nederland en won ervan met 1-0. In de laatste groepswedstrijd tegen Saoedi-Arabië kreeg hij geen speelminuten. In de volgende ronde namen de Rode Duivels het op Duitsland. In een duel waarin scheidsrechter Kurt Röthlisberger enkele cruciale fases in het voordeel van de Duitsers floot, speelde Emmers de volledige 90 minuten. België verloor met 3-2 en keerde teleurgesteld terug naar huis.
Enkele maanden na het WK speelde België zijn eerste kwalificatiewedstrijd voor Euro 96. België won toen met 2-0 van Armenië. Marc Emmers mocht na 76 minuten invallen voor Lorenzo Staelens. Het was zijn laatste interland.
| Interlanddoelpunten | Interlanddoelpunten | Interlanddoelpunten  | Interlanddoelpunten | Interlanddoelpunten | Interlanddoelpunten | Interlanddoelpunten |
| #                   | Datum               | Locatie              | Tegenstander        | Goal(s)             | Uitslag             | Wedstrijd           |
| ------------------- | ------------------- | -------------------- | ------------------- | ------------------- | ------------------- | ------------------- |
| 1                   | 06/06/1990          | Brussel, België      | Polen               | 81' (1-1)           | 1–1                 | Vriendschappelijk   |
| 2                   | 09/10/1991          | Boedapest, Hongarije | Hongarije           | 7' (0-1)            | 0–2                 | Vriendschappelijk   |

## Palmares
| Competitie                  | Aantal | Jaren                  |
| --------------------------- | ------ | ---------------------- |
| Nationaal                   |        |                        |
| Belgisch kampioen           | 4x     | 1989, 1993, 1994, 1995 |
| Beker van België            | 1x     | 1994                   |
| Belgische Supercup          | 2x     | 1993, 1995             |
| Europees                    |        |                        |
| Europacup II                | 1x     | 1988                   |
| UEFA Super Cup              | 1x     | 1988                   |
| Individueel                 |        |                        |
| Profvoetballer van het Jaar | 1x     | 1989                   |
| Man van het Seizoen         | 1x     | 1989                   |

## Persoonlijk leven
Marc Emmers is getrouwd met de zus van oud-voetballer Danny Boffin, waarmee hij in Anderlecht gespeeld heeft. Ze hebben samen een dochter en een zoon, Xian Emmers, die ook profvoetballer is, eveneens als middenvelder. Hij is een jeugdproduct van KRC Genk. Frans Emmers, de vader van Marc, was jarenlang doelman bij VV Hamontlo maar in het begin van zijn carrière stond hij ook meermaals als voorspeler op het veld en scoorde ook af en toe.

## Trivia
- In 1995 was Emmers samen met toenmalig Anderlecht-voorzitter Constant Vanden Stock (1914–2008) en Anderlecht-ploegmaats John Bosman, Yaw Preko, Bruno Versavel, Philip Haagdoren en Danny Boffin te zien in een aflevering van F.C. De Kampioenen (Mijnheer Constant, seizoen 6). Aan het einde van de aflevering hebben zij een cameo.